# Plume d’Or 1988
Der Plume d’Or 1988 im Badminton wurde im Frühjahr 1988 gemeinsam mit den Portugal International in Lissabon ausgetragen. Die Turniere erstreckten sich über den Zeitraum vom 26. Mai bis zum 5. Juni. Sieger wurde zum ersten Mal das Team aus Frankreich. Es war die 15. Auflage dieser Wettkampfserie. Das Turnier fand zum zweiten Mal nach 1974 in Lissabon und zum dritten Mal nach Seixal 1979 in Portugal statt. Erstmals wurde der Plume d’Or mit einer internationalen Einzelmeisterschaft kombiniert.